# Čerňovice
Čerňovice (en allemand : Scherlowitz) est une commune du district de Plzeň-Nord, dans la région de Plzeň, en Tchéquie. Sa population s'élevait à 204 habitants en 2022.

## Géographie
Čerňovice se trouve à 22 km à l'ouest-nord-ouest de Plzeň et à 100 km à l'ouest-sud-ouest de Prague.
La commune est limitée par Pernarec au nord, par Líšťany à l'est, par Pňovany au sud, et par Erpužice et Trpísty à l'ouest.

## Histoire
La première mention écrite de la localité date de 1219.

## Galerie

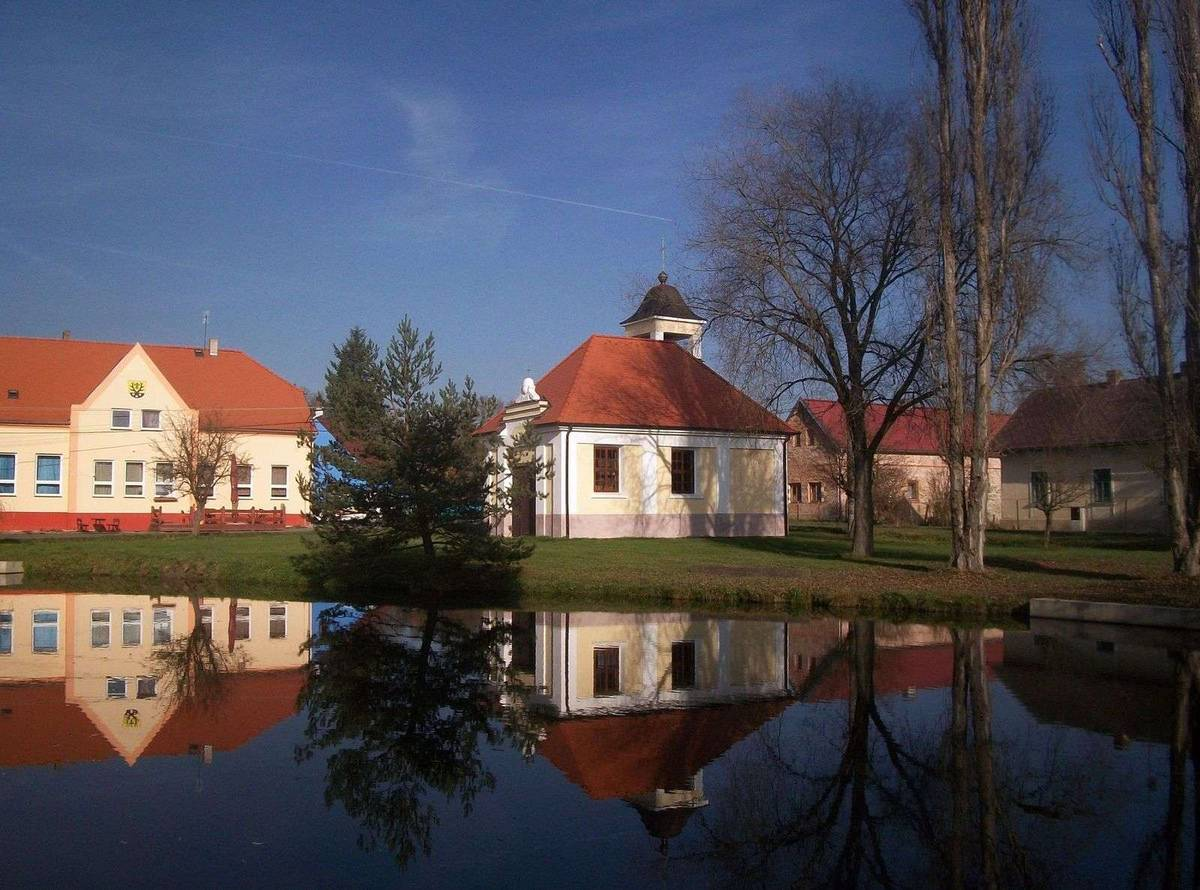
Centre de Čerňovice.
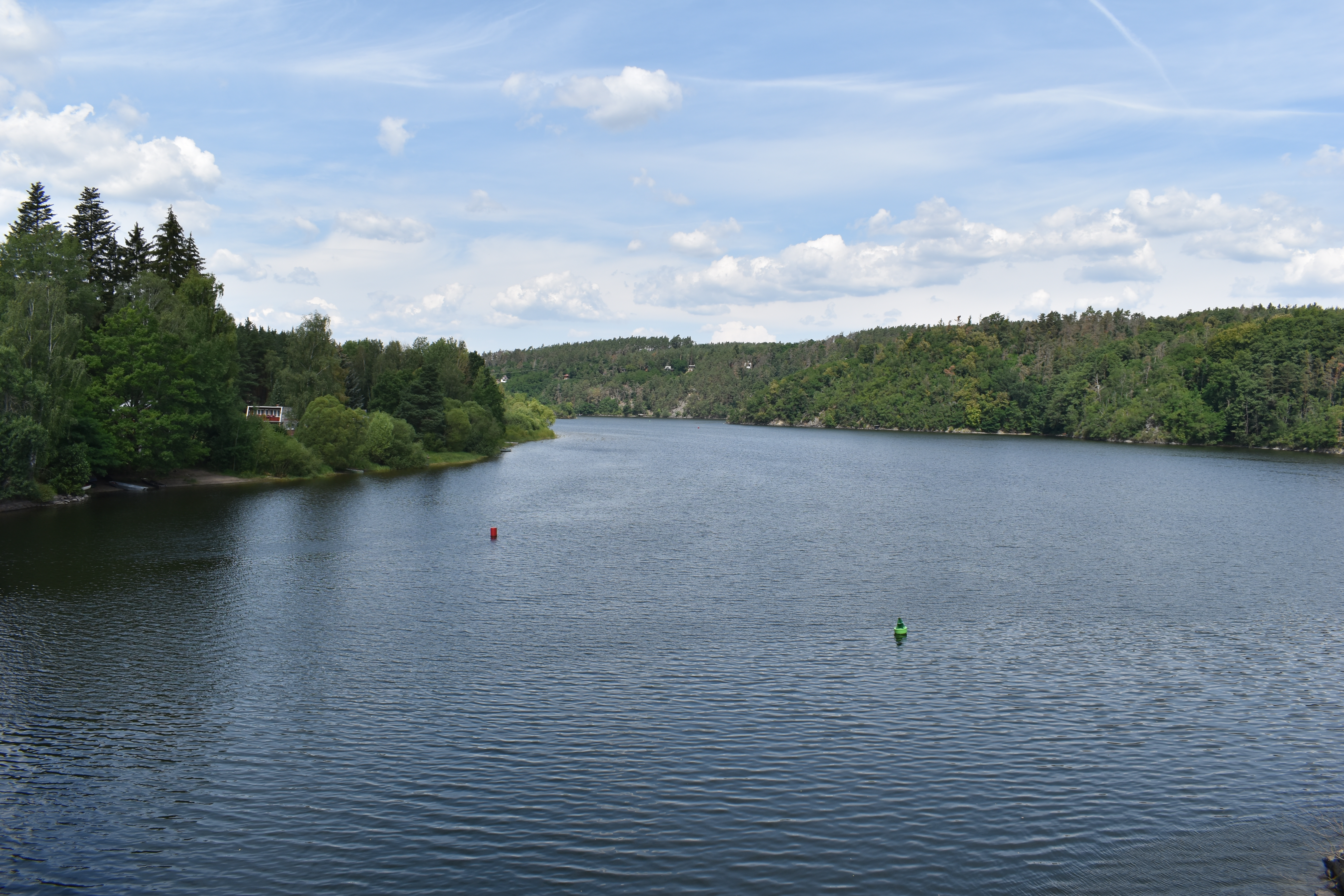
Réservoir de Hracholusky, près de Čerňovice.

## Transports
Par la route, Černíkovice  se trouve à 19 km de Stříbro, à 25 km de Plzeň et à 120 km de Prague. 